# Вапити

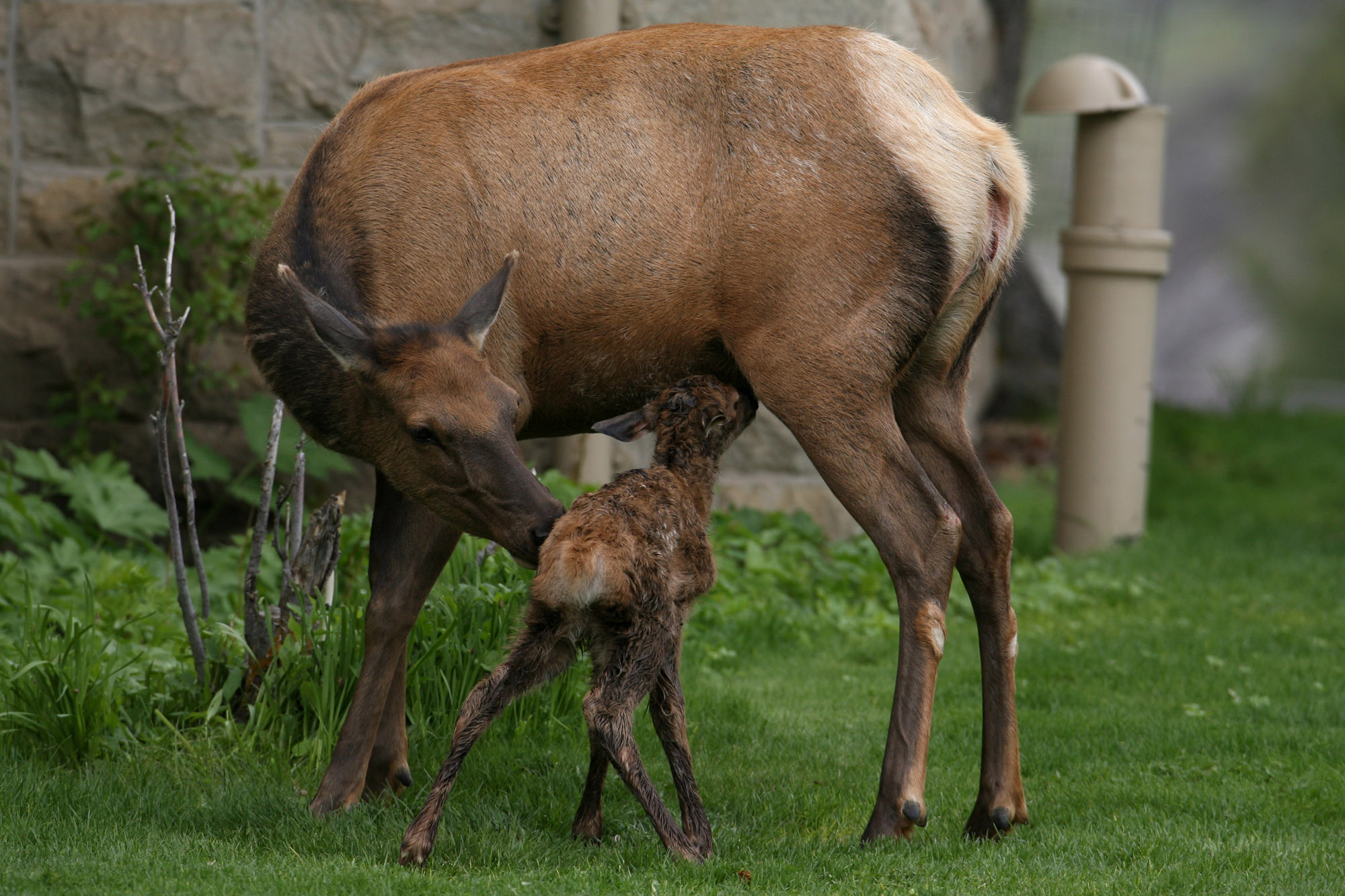
Оленуха вапити с детёнышем

Вапи́ти, или восто́чный благоро́дный оле́нь (лат. Cervus canadensis, англ. Wapiti, American elk) — вид парнокопытных животных семейства оленевых, проживающий в Северной Америке и Восточной Азии. Вид очень близок к благородному оленю, ранее считался его подвидом, однако результаты множества генетических исследований митохондриальной ДНК, начавшихся в 1998 году, доказали, что это два разных вида.

## Этимология
Название животного происходит из языков кри алконгинской семьи (от кри wapitik) и заимствовано в русский язык из английского. Наименование «вапити» как обозначение данного вида отмечается ещё в «Полном зоологическом и ботаническом словаре», составленном Василием Эртелем и изданном в 1843 году.
Американцы, а также франкоканадцы называют крупных оленей, таких как вапити, словами, обозначающими в Европе лося (англ. elk, фр. élan). В Великобритании лось вымер в бронзовом веке (по другим данным, около 900 года н. э.), и слово elk с течением времени стало использоваться в более широком значении, обозначая любого крупного оленя. Когда британские колонисты прибыли в Северную Америку, они столкнулись с двумя крупными видами — лосем и вапити. Для обозначения лося они стали использовать слово англ. moose алгонкинского происхождения, тогда как за вапити закрепили название англ. elk. Французские поселенцы, в свою очередь, использовали для обозначения североамериканского лося слово фр. orignal с баскскими корнями.

## Внешний вид
По внешности и строению вапити схож с благородным оленем. Достигает высоты в плечах около 150 см. Маралы и североамериканские вапити могут достигать высоты 130-160 м в холке; длина тела может доходить более 2,5 м; масса же может доходить до 300 кг. У самцов спина и бока светлые, серовато-жёлтые, шея, живот и ноги очень тёмные, коричневато-чёрные. У основания хвоста широкое светло-жёлтое поле, заходящее на круп. Рога большие, с 6—7 отростками, расположенными в одной плоскости; наибольших размеров достигает четвёртый отросток, в месте отхождения которого ствол образует резкий изгиб назад. Весят рога до 16 кг, а то и 20 кг.

## Эволюция
Предковой формой вапити, а также благородного оленя является ископаемый вид Cervus acoronatus Beninde, 1937, известный по находкам из Центральной Европы, датируемыми средним плейстоценом. Ископаемые находки же вапити на территории России обнаружены на Алтае и на юге Приморского края; также известны находки из дельты Лены и низовьев Колымы, за пределами современного ареала.

## Распространение
Обитает в северной, восточной Азии и Северной Америке. Североамериканский ареал вапити доходит от Верхнего и Большого Невольничьего озера на севере до Калифорнии, Джорджии и Техаса на юге. Несмотря на то, что в Северной Америке ареал вапити обширнее всего, из-за деятельности человека он раздроблен на отдельные очаги.
В России обитает в южной Сибири и на Дальнем Востоке.

### Подвиды
Известно шесть американских и пять азиатских подвидов вапити:
| Канадский олень вапити         | Cervus canadensis canadensis (англ. Eastern Elk)        | Считается вымершим. Обитал в канадской провинции Онтарио и южном Квебеке, во многих восточных штатах, включая Пенсильванию, кроме Новой Англии и Флориды. |
| Олень Рузвельта                | Cervus canadensis roosevelti (англ. Roosevelt Elk)      | Поголовье 117 000. Встречается в штатах США Калифорния, Орегон, Вашингтон и на острове Ванкувер.                                                          |
| Калифорнийский олень           | Cervus canadensis nannodes (англ. California Elk, Tule) | Поголовье 3200. Охраняемый подвид, обитает в Калифорнии.                                                                                                  |
| Cervus canadensis nelsoni      | Cervus canadensis nelsoni (англ. Rocky Mountain Elk)    | Поголовье 850 000. Обитает на широкой территории от канадской провинции Британская Колумбия до штата Нью-Мексико.                                         |
| Cervus canadensis merriami     | Cervus canadensis merriami (англ. Merriam Elk)          | Вымерший подвид. Обитал в штатах Техас, Нью-Мексико и в горах Аризоны.                                                                                    |
| Cervus canadensis manitobensis | Cervus canadensis manitobensis (англ. Manitoban Elk)    | Поголовье 21 000. Обитает в северных прериях и прилегающих лесах канадской провинции Манитоба.                                                            |
| Алтайский марал                | Cervus canadensis sibiricus (англ. Altai wapiti)        | Обитает на севере Китая, в восточном Казахстане и на Алтае. Интродуцирован в Башкортостан и Калужскую области.                                            |
| Тяньшанский олень              | Cervus canadensis songaricus (англ. Tian Shan wapiti)   | Обитает в Казахстане, Синьцзяне, Сибири и Монголии. |
| Изюбрь                         | Cervus canadensis xanthopygus (англ. Manchurian wapiti) | Обитает в южной Сибири, на Дальнем Востоке России, в Уссури и Маньчжурии.                                                                                 |
| Cervus canadensis alashanicus  | Cervus canadensis alashanicus (англ. Alashan wapiti)    | Обитает в западном Китае |
| Cervus canadensis wallichi     | Cervus canadensis wallichi (англ. Tibetan red deer)     | Обитает в Тибетском автономном районе, в Бутане. |

На территории РФ обитают марал и изюбрь. В Саянах маралы обитают в верхних пределах лесного пояса гор, переходящих в альпийские луга. Любимое место обитания изюбря — дубовые леса Сихотэ-Алиня.

## Размножение
Во время гона самец вапити издаёт высокочастотный рёв. Каждый раз самец ревёт единожды. Для сравнения, европейский благородный олень во время гона издаёт серию низкочастотных «трубных» рёвов, к концу «затухающих».
Главными природными врагами вапити являются крупные хищники — медведи, рыси, росомаха, волк, в Азии — тигр и леопард, а в Америке — пума.

## Хозяйственное значение
Как и в Америке, так и в Азии вапити — важный объект промысловой и спортивной охоты. В начале XX века в Северной Америке за солидную плату разрешался отстрел двух-трёх особей. В результате бесконтрольной охоты к началу XX века во многих местах (включая азиатскую часть России) естественные популяции вапити были истреблены. Однако в СССР в середине XX века проводилась масштабная программа по реакклиматизации вапити (точнее, подвидов, тогда считавшихся подвидами европейского благородного оленя), благодаря чему и естественный ареал, и численность популяции восстановились. Однако зачастую программа проводилась без учёта принадлежности к тому или иному подвиду или даже принадлежности к благородному оленю, а не вапити.
В Сибири панты (неокостеневшие рога) маралов используются для изготовления лечебных препаратов. Пантовое оленеводство возникло много лет назад[когда?] и широкое распространение получило на Алтае. Оленей, которых разводят для этих целей, содержат в специальных загонах, панты срезают с живых животных.
Спиртово-водный экстракт, выделяемый из пантов, используется в фармакологии как общетонизирующее и адаптогенное лекарственное средство. В СССР экстракт пантов благородного оленя зарегистрирован под торговой маркой «Пантокрин» ещё в 1970 году. Данный препарат может применяться в составе комплексной терапии при астении (переутомлении), неврастении и артериальной гипотензии. Однако, по другим данным, лекарственные свойства средств на основе пантов научно не доказаны.